# チューター
チューター（英語：tutor）とは、個人指導の教師、あるいは家庭教師のこと。元はラテン語のtutorであり、「守る人」「監視する人」を差し、とくに子供や未成年者の保護者や教育者を指したが、17世紀頃から教育者や指導者を指す言葉として使用されるようになったとされる。

## 概要
大学においては、学士課程の学生への学習助言や教授の補佐を行う者のことであり、同じ学科の大学院生がその役割を担うことが多い。ティーチング・アシスタント（TA）とも呼ばれる。
アメリカでは、上記の他、広義で家庭教師や学習塾、予備校などの講師も含まれる。また、「～の勉強をみる」という意味の他動詞としても使われる。狭義では授業は行わず、生徒指導・教務のみを行う仕事である。
日本ではチューター塾という授業をしない塾の形態があり、授業は行わず学習アドバイスのみを行う。参考書や問題集の進捗管理や確認テストだけで指導する武田塾が有名である。公文式は一般に質問も受け付けるものの、原則として課題プリントを教室内で実施させ、その採点や進捗管理を中心とした指導を行っている。スタディサプリは動画配信のみのサービスであり、追加料金を払えばチューターが学習指導を行う形式である。
日本国内の大学では特に1990年代後半から、賃金を支払って正式にチューターとしての職を与える制度が整備されつつある。現在では多くの大学がこの制度を取り入れており、チューターは広く知られている職業名詞となった。
かつてイギリスにあるケンブリッジ大学では、学部生の教育をカレッジで教員と学生の1対1で行い、こうしたカレッジの責任で行われる指導を「チュートリアル (tutorial)」と呼び、チュートリアルを施す教員を「チューター (tutor)」と呼んでいた。現在ではケンブリッジ大学におけるこのようなチューター制度は形骸化している。